# Lily Hohenstein
Lily Hohenstein (* 11. Mai 1896 in Darmstadt, Hessen, Deutschland; † 28. September 1984 ebenda) war eine Schriftstellerin.

## Leben
Lily Hohenstein war verheiratet mit Friedrich August Hohenstein (1875–1949). 1928 erhielt sie für ihr Erstlingswerk „Das Kind und die Wundmale“ den Jugendpreis Deutscher Erzähler. In ihren Dichter-Biografien (Friedrich Schiller, Johann Wolfgang von Goethe, Adalbert Stifter u. a.) bemühte sie sich, das Schöpferische der jeweiligen Persönlichkeit zu erfassen. 1949 erhielt sie die Goethe-Plakette des Hessischen Staates. Ab 1973 lebte Hohenstein wieder in Darmstadt. Davor lebte sie einige Jahre – vermutlich mit ihrem Mann (Lehrer und Oberstudienrat) – in Wiesbaden, wie viele ist unklar.

## Werke (Auswahl)
- Das Kind und die Wundmale, Deutsche Buch-Gemeinschaft, Berlin 1929
- Ilse Bandeloh. Der Weg einer Frau, Reiner Wunderlich, Tübingen 1934
- Manfred. Ein Streiter fürs Reich, Universitas Deutsche Verlagsgesellschaft, Berlin 1937
- Schiller. Der Kämpfer, der Dichter (Biografie), Verlag Deutsche Buchgemeinschaft, Berlin/Darmstadt 1940 und 1954
- Goethe. Wuchs und Schöpfung (Biografie), Neff Verlag, Berlin 1942
- Wolfram von Eschenbach (Biografie), Neff Verlag, Berlin 1944
- Das sanfte Gesetz von Adalbert Stifter (mit Otto Schrader), Limes Verlag, 1946
- Die Legende vom Venezianischen Glas, Metopen Verlag, 1948
- Besuch in Richterswil, Pattloch Verlag, 1949
- Conrad Ferdinand Meyer (Biografie), Athenäum-Verlag, 1957
- Adalbert Stifter. Lebensgeschichte eines Überwinders (Biografie), Athenäum-Verlag, Bonn 1952
- Die Nächte in St.Wendelin. Der Lebensroman Wolframs von Eschenbach, Greifenverlag, 1969

## Ehrungen
Jugendpreis Deutscher Erzähler